# 24278 Davidgreen
24278 Davidgreen là một tiểu hành tinh vành đai chính với chu kỳ quỹ đạo là 1474.5222220 ngày (4.04 năm).
Nó được phát hiện ngày 10 tháng 12 năm 1999.